# Símbol monetari
Un símbol monetari és un símbol gràfic sovint usat com un signe taquigràfic per al nom d'una moneda. Internacionalment, s'usen més els codis ISO 4217, que tenen caràcter unívoc, que no pas els símbols monetaris, encara que aquests darreres puguin ser d'ús comú als països respectius. La major part de les monedes del món no tenen cap símbol específic.
A l'hora d'escriure quantitats monetàries, la posició del símbol varia segons la moneda o l'estat en qüestió. Moltes monedes, sobretot dins el món de parla anglesa, el col·loquen abans de la quantitat (per exemple, £ 50.00); uns altres, després de la quantitat (50.00 ₣); i, abans que fossin substituïts per l'euro, el signe per a l'escut portuguès i el franc francès es col·locava en posició decimal (és a dir, 50 $ 00 o 12 ₣ 34). La norma europea estàndard és que el símbol € es col·loqui abans de la quantitat. No obstant això, molts països de la zona euro han generat convencions alternatives.
El separador decimal també pot adoptar els estàndards dels països locals. Per exemple, el Regne Unit sovint utilitza un punt volat com a punt decimal a les etiquetes adhesives dels preus (per exemple, £ 5·52), però no als textos impresos. En altres països s'utilitza habitualment una coma (ex. 5,00) com a signe separador. Vegeu separador decimal per al seu ús en els estàndards internacionals.

## Símbols monetaris polivalents
(en negreta a la taula)
- ¤ – signe monetari genèric (usat quan el signe correcte no està disponible)
- Br – birr i ruble belarús
- Bs. – bolívar i boliviano
- ¢ – cèntim i centau
- D – dalasi i dinar
- K – kyat, kwacha i kina
- L – lek, lempira, leu i lliura
- £/₤ – lliura esterlina i lliures en general
- p. – penic i ruble de Transnístria
- R – rand i riyal
- $ – dòlar, peso, paʻanga, pataca i tala
- ¥ – ien i iuan
- د – dinar i dírham
- ر – rial i riyal